# قائمة الحاصلين على ميداليات بارالمبية في التجديف
أُضيف التجديف لأول مرة في برنامج الألعاب البارالمبية في دورة الألعاب البارالمبية الصيفية 2008 التي أُقيمت في بكين. تتألف هذه الرياضة من أربع مسابقات، وهي المجاديف المفردة للرجال/النساءوالمجاديف المفردة المختلطة والتجديف الرباعي بوجود قائد. تُصنف المجاديف المفردة كفئة إيه للذراعين فقط، وتُصنف المجاديف المفردة المختلطة كفئة تي إيه للجذع والذراعين، ويُصنف التجديف الرباعي بوجود قائد كفئة إل تي إيه للساقين والجذع والذراعين. حتى الآن، تنافس 96 رياضيا في هذه الرياضة منذ عام 2008.
فيما يلي قائمة الحاصلين على ميداليات بارالمبية في التجديف خلال جميع الدورات التي كانت فيها هذه الرياضة جزءا من البرنامج البارالمبي.

## قائمة المتوجين

### فردي الرجال للمجاديف المفردة
| Event              | الذهبية                            | الفضية                         | البرونزية                  |
| ------------------ | ---------------------------------- | ------------------------------ | -------------------------- |
| بكين 2008          | توم أغار · بريطانيا العظمى         | أوليكساندر بيترينكو · أوكرانيا | إيلي ناوي · إسرائيل        |
| لندن 2012          | هوانغ تشنغ · الصين                 | إيريك هوري · أستراليا          | أليكسي تشوفاشيف · روسيا    |
| ريو دي جانيرو 2016 | رومان بولياسكي · أوكرانيا          | إيريك هوري · أستراليا          | توم أغار · بريطانيا العظمى |
| طوكيو 2020         | رومان بولياسكي · أوكرانيا          | إيريك هوري · أستراليا          | رينيه بيريرا · البرازيل    |
| باريس 2024         | بنجامين بريتشارد · بريطانيا العظمى | رومان بولياسكي · أوكرانيا      | إيريك هوري · أستراليا      |

### فردي السيدات للمجاديف المفردة
| Event              | الذهبية                           | الفضية                    | البرونزية                      |
| ------------------ | --------------------------------- | ------------------------- | ------------------------------ |
| بكين 2008          | هيلين راينسفورد · بريطانيا العظمى | ليودميلا فوتشوك · بيلاروس | لورا شوانغر · الولايات المتحدة |
| لندن 2012          | آلا ليسينكو · أوكرانيا            | ناتالي بنوا · فرنسا       | ليودميلا فوتشوك · بيلاروس      |
| ريو دي جانيرو 2016 | ريتشل موريس · بريطانيا العظمى     | وانغ ليلي · الصين         | موران صموئيل · إسرائيل         |
| طوكيو 2020         | بيرغيت سكارستين · النرويج         | موران صموئيل · إسرائيل    | ناتالي بنوا · فرنسا            |
| باريس 2024         | موران صموئيل · إسرائيل            | بيرغيت سكارستين · النرويج | ناتالي بنوا · فرنسا            |

### المجاديف المفردة للزوجي المختلط
| Event              | الذهبية                                            | الفضية                                        | البرونزية                                          |
| ------------------ | -------------------------------------------------- | --------------------------------------------- | -------------------------------------------------- |
| بكين 2008          | الصين (CHN) · شان زيلونغ · تشو يانغجينغ            | أستراليا (AUS) · جون ماكلين · كاثرين روس      | البرازيل (BRA) · جوزيان ليما · إلتون سانتانا       |
| لندن 2012          | الصين (CHN) · فاي تيانمينغ · لو شياوشيان           | فرنسا (FRA) · بيرل بوغ · ستيفان تارديو        | الولايات المتحدة (USA) · أوكسانا ماسترز · روب جونز |
| ريو دي جانيرو 2016 | بريطانيا العظمى (GBR) · لورين رولز · لورانس وايتلي | الصين (CHN) · فاي تيانمينغ · ليو شوانغ        | فرنسا (FRA) · بيرل بوغ · ستيفان تارديو             |
| طوكيو 2020         | بريطانيا العظمى · لورانس وايتلي · لورين رولز       | هولندا · أنيكا فان دير مير · كورنيه دي كونينغ | الصين · ليو شوانغ · جيانغ جيجيان                   |
| باريس 2024         | بريطانيا العظمى · لورين رولز · غريغ ستيفنسون       | الصين · ليو شوانغ · جيانغ جيجيان              | إسرائيل · شاهار ميلفيلدر · صالح شاهين              |

### التجديف الرباعي بوجود قائد
| Event              | الذهبية | الفضية                                                                                                   | البرونزية |
| ------------------ | --- | --- | --- |
| بكين 2008          | إيطاليا (ITA) · باولا بروتوبابا · لوكا أغوليتو · أليساندرو فرانزيتي (القائد) · غرازيانا ساكوتشي · دانييلي سينيوري | الولايات المتحدة (USA) · سيمونا تشين · جيمي دين · جيسي كارمازين · إيما بروشل · تريسي تاكيت               | بريطانيا العظمى (GBR) · فيكي هانسفورد · ألاستير ماكين · جيمس مورغان · ناومي ريتشز · آلان شيرمان                |
| لندن 2012          | بريطانيا العظمى (GBR) · باميلا ريلف · ناومي ريتشز · جيمس رو · ديفيد سميث · ليلي فان دين بروك (القائدة)            | ألمانيا (GER) · أستريد هينغسباخ · تينو كوليتشر · كاي كروز · أنكي مولكنتين · كاترين سبليت (القائدة)       | أوكرانيا (UKR) · دينيس سوبول · أندري ستيلماخ · فولوديمير كوزلوف (القائد) · كاتيرينا موروزوفا · أولينا بوخاييفا |
| ريو دي جانيرو 2016 | بريطانيا العظمى (GBR) · باميلا ريلف · دانيال براون · غريس كلوف · جيمس فوكس · أوليفر جيمس (القائد)                 | الولايات المتحدة (USA) · دوريان ويبر · زاكاري بورنس · دانيلا هانسن · جينيفر سيشل (القائدة) · جاكلين سميث | كندا (CAN) · كريستين كيت (القائدة) · ميغان مونتغومري · فيكتوريا نولان · كورتيس هالداي · أندرو تود              |
| طوكيو 2020         | بريطانيا العظمى · إلين بوتريك · غيدري راكاوسكايتي · جيمس فوكس · أوليفر ستانهوب · إيرين كينيدي                     | الولايات المتحدة · آلي رايلي · دانيلا هانسن · تشارلي نوردين · جون تانغواي · كارين بيتريك                 | فرنسا · إيريكا سوزو · أنطوان جيسيل · ريمي تارانتو · مارغو بوليت · روبن لو بارو                                 |
| باريس 2024         | بريطانيا العظمى · فرانشيسكا آلن · غيدري راكاوسكايتي · جوش أوبراين · إد فولر · إيرين كينيدي (القائدة)              | الولايات المتحدة · سكايلار دال · جيما وولنشلايغر · أليكس فلين · بين واشبورن · إيميلي إلدراتشر (القائدة)  | فرنسا · كانديس شافا · ريمي تارانتو · غريغوار بيرو · مارغو بوليت · إيميلي أكويستاباتشي (القائدة)                |

## أنظر أيضا
- التجديف في الألعاب البارالمبية الصيفية
- التجديف في الألعاب الأولمبية الصيفية

## وصلات خارجية
- اللجنة البارالمبية الصيفية